# Buszmen z Banyoles

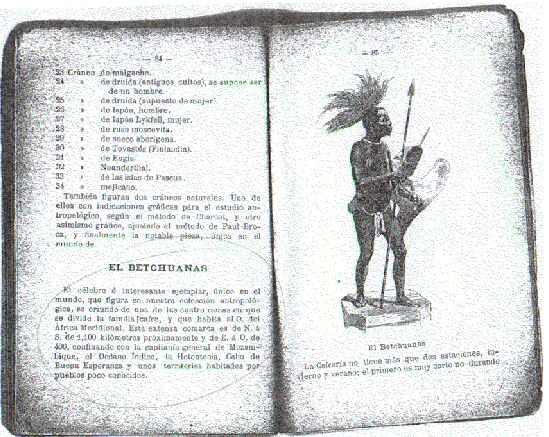
„Wypchany Buszmen” – rysunek Francesca Dardera w broszurze towarzyszącej światowej wystawie w Barcelonie w roku 1888

Buszmen z Banyoles (katal. Negre de Banyoles) – spreparowane techniką taksydermii ciało afrykańskiego Buszmena, wystawione w 1916 jako eksponat muzealny w „Muzeum Dardera” w katalońskim mieście Banyoles, w Hiszpanii znane jako el Negro de Banyoles, zaś w krajach afrykańskich jako El Negro. W latach 90. XX wieku wystawianie spreparowanego ciała Buszmena stało się przedmiotem rozgłosu prasowego, pogłębionych badań antropologicznych oraz sporów politycznych, po których szczątki Buszmena ostatecznie (2000) zostały pochowane w Gaborone – stolicy Botswany.

## Śmierć i mumifikacja
Mierzący 130 cm Buszmen zmarł około 1830 na terenie ówczesnej Kolonii Przylądkowej w wieku około 27 lat, najprawdopodobniej w wyniku choroby płuc. Jego ciało zostało wykradzione z grobu i spreparowane przez braci Jules’a i Edouarda Verreaux – Francuzów zajmujących się badaniami przyrodniczymi i wypychaniem zwierząt. W prasie ich czyn nazwano bohaterskim. Według późniejszych badań preparat stanowiła skóra z niewielką ilością zmumifikowanej tkanki mięśniowej, z oryginalną czaszką oraz kośćmi nóg i rąk. Pozostałe części spreparowanego Buszmena były wykonane m.in. z metalowych prętów, drutu i siana.

## Lata we Francji
Zmumifikowane ciało zostało wysłane do Paryża, gdzie rodzina Verreaux prowadziła sklep Maison Verreaux handlujący wypchanymi zwierzętami i zaopatrujący muzea. W Paryżu Buszmen, „wyglądający jak żywy”, został po raz pierwszy pokazany na wystawie w 1831 zorganizowane przez barona Benjamina Delesserta. Ekwipunek Buszmena składał się m.in. z przepaski na biodra, dzidy i pióropusza. Skóra Buszmena została zabarwiona na czarno pastą do butów. Prawdopodobnie miał trafić do Muzeum Historii Naturalnej, którym zarządzał Georges Cuvier, ale dyrektor nie wykazał zainteresowania. Po śmierci Edouarda Verreaux w 1868 Jules wyprzedawał zgromadzone eksponaty, w wyniku czego Buszmen trafił w ręce katalońskiego przyrodnika Francesca Dardera i Llimony.

## Lata w Hiszpanii
Darder wystawił Buszmena w 1888 na światowej wystawie w Barcelonie. Założono mu spódniczkę, by był bardziej „skromny” zgodnie z opinią katolickich decydentów. Umierając w 1918, Francesc Darder i Llimona zapisał znaczną część swojego majątku miastu Banyoles. W ten sposób Buszmen trafił do muzeum miejskiego, które w 1916 zorganizowało stałą wystawę pod nazwą Museo Darder. W ten sposób Buszmen stał się główną atrakcją muzeum Dardera. Przez 75 lat był wystawiany bez większych kontrowersji, choć w 1962 dziennikarz magazynu “Horizontes” postawił pytanie, co by było, gdyby w muzeum wystawiono wypchanego białego człowieka. Sugerował, że zostałoby to uznane za niestosowne.

## Protesty

Współczesny Buszmen z Botswany

29 października 1991 wystawę obejrzał Alphonse Arcelin, hiszpański lekarz pochodzenia haitańskiego, będący wówczas radnym z ramienia Socjalistycznej Partii Katalonii w tarragońskim mieście Cambrils. Napisał on list do burmistrza Banyoles z żądaniem usunięcia eksponatu. Zdarzenie to przyciągnęło uwagę prasy: na łamach gazety El País pojawił się list protestacyjny Arcelina, w którym ostrzegał on przed możliwością wywołania skandalu w związku z planowanym przyjazdem czarnoskórych sportowców na letnie igrzyska olimpijskie w 1992 w Barcelonie. Napisał on, że osobiście zachęci czarnoskórych zawodników do odmówienia udziału w olimpiadzie, jeśli eksponat w postaci ciała wykradzionego z grobu nie zostanie usunięty.
Pomimo działań Alphonse’a Arcelina, a także narastającej fali protestów innych osób i instytucji, rada miasta Banyoles stanęła po stronie muzeum. Radny Carles Abella, będący jednocześnie kustoszem muzeum Dardera, oświadczył, że wypchany Buszmen jest własnością muzeum. Zarzuty o propagowanie rasizmu nazwał absurdalnymi, stwierdził również, że prawa człowieka mogą dotyczyć jedynie ludzi żywych. Co więcej, Buszmen stał elementem walki o odrębność Katalonii, „maskotką w walce o większą autonomię”. Powstawały przypinki z jego profilem i napisem „On zostaje”, czekoladki z jego podobizną, a w karnawale na ulicach Banyoles chodzili ludzie przebrani za Negre de Banyoles.
Wśród osób i instytucji krytykujących wystawianie zwłok Buszmena znalazły się rządy i ambasady państw afrykańskich (m.in. Nigerii i Botswany), Międzynarodowy Komitet Olimpijski, funkcjonariusze ONZ oraz działacze Organizacji Jedności Afrykańskiej. Negre de Banyoles został okrzyknięty symbolem represji kolonialnej.
Jednak aż do 1997 Buszmen był częścią ekspozycja w muzeum. W marcu 1992 zmieniono jedynie nazwę eksponatu: z określenia El Negro, mogącego odnosić się do dowolnego Murzyna, na El Bosquimano oznaczające Buszmena; Abella uzasadniał tę zmianę kształtem czaszki eksponatu. Dzięki medialnemu nagłośnieniu konfliktu muzeum zyskało na popularności, odnotowując wzrost sprzedaży biletów: w 1992 sprzedano ich 70 000 (dla porównania w trzy lata po usunięciu ekspozycji sprzedano ich 8 000). Proponowano, by jako kompromisowe rozwiązanie umieścić Negre de Banyoles w muzeum przemianowanym na Muzeum Kolonializmu.

## Powrót do Afryki
W marcu 1997 w wyniku narastającej międzynarodowej krytyki ekspozycja została zlikwidowana. W ciągu kolejnych trzech lat toczyły się naukowe i dyplomatyczne spory dotyczące dalszych losów Buszmena: miejsce jego pochówku miało bowiem zależeć od tego, czy w świetle badań miałby się on okazać mieszkańcem rejonu Kalahari w dzisiejszej Botswanie, czy też terenów należących obecnie do RPA. W 2000 mumia została przekazana do muzeum antropologicznego w Madrycie, gdzie usunięto z niej wszystkie spreparowane lub sztuczne elementy, w tym włosy, oczy i skórę. Zewnętrzne elementy wyposażenia (przepaska biodrowa, pióropusz i włócznia) pozostały wcześniej w Banyoles. 4 października 2000 czaszka i pozostałe szczątki Buszmena powróciły w trumnie do Botswany. Pozostałości ciała zostały następnego dnia pochowane w reprezentacyjnym miejscu parku Tsholofelo w Gaborone – stolicy Botswany. Pogrzebowi towarzyszyły liczne manifestacje patriotyczne, a także przemówienie ministra spraw zagranicznych Botswany, Mompati Merafhe. Miejsce pochówku stało się narodowym pomnikiem. Szczątki trafiły do Botswany, by przyspieszyć sprawę, choć wiele wskazuje, że Buszmen pochodził z dzisiejszego RPA.

## Reperkusje
Po pogrzebie afrykańskie gazety wyrażały zadowolenie z rozwiązania wieloletniego konfliktu. W latach 90. XX wieku i później sprawa Buszmena z Banyoles służyła również jako przykład w debatach dotyczących eksponowania mumii i innych szczątków zmarłych w sztuce i muzealnictwie.
Współcześnie „Muzeum Dardera” unika jakichkolwiek odniesień do kontrowersji wokół Negre de Banyoles. Jedynym zapisem jego obecności w muzeum jest nieme wideo z czarno-białymi obrazami na małym ekranie plazmowym. Można na nim zobaczyć, jak Buszmen był prezentowany w muzeum.
Monografię Buszmena z Banyoles oraz wyniki badań dotyczących jego pochodzenia przedstawiła Caitlin Davies w książce The Return of El Negro. Na temat kontrowersji wokół Buszmena powstało książek, w tym El Negro en ik (El Negro i ja) Franka Westermana z 2015, która wskazuje, że przyrodnik Georges Cuvier wiedział o Negre de Banyoles. Praca była próbą przywrócenia buszmenowi z Banyoles ludzkiej godności, miała skłonić do refleksji nad naturą rasizmu.
Wypchani ludzie z afrykańskich kolonii trafiali do Europy, np. do Niemiec. Ślady takich praktyk urywają się około 1840.